# Notiomystis cincta
Notiomystis cincta là một loài chim trong họ Notiomystidae.
Đây là loài chim hiếm trông giống ăn mật, nó là loài bản địa Đảo Bắc và các hải đảo lân cận của New Zealand. Nó đã trở nên tuyệt diệt ở khắp mọi nơi ngoại trừ đảo Little Barrier nhưng đã được du nhập lại tới ba khu bảo tồn hòn đảo khác và hai địa điểm trên đất liền Đảo Bắc. Mối quan hệ tiến hóa của nó từ lâu đã bối rối các nhà điểu cầm học, nhưng ngày nay nó được phân loại như là thành viên duy nhất của họ riêng của mình, Notiomystidae.

## Phân loại
Loài chim này ban đầu được miêu tả là một thành viên của họ chim ăn mật chủ yếu ở Úc và New Guinea Meliphagidae. Nó có còn được phân loại như vậy cho đến gần đây. Phân tích gen cho thấy rằng nó không liên quan chặt chẽ với ăn mật và các đồng minh của chúng và những loài bà con còn sống gần gũi nhất của nó trong đặc hữu New Zealand Callaeidae. Năm 2007, một họ sẻ mới đã được thiết lập chứa loài chim này, họ Notiomystidae.